# Alaksandr Szut
Alaksandr (Aleś) Alaksandrawicz Szut (biał. Аляксандр (Алесь) Аляксандравіч Шут; ur. 5 maja 1952, zm. 6 listopada 2019) – białoruski polityk i lekarz, w latach 1990–1995 deputowany do Rady Najwyższej Białoruskiej SRR/Rady Najwyższej Republiki Białorusi XII kadencji; członek Opozycji BNF – frakcji parlamentarnej partii Białoruski Front Ludowy (Biełaruski Narodny Front) – o charakterze antykomunistycznym i niepodległościowym.

## Życiorys
Urodził się 5 maja 1952 roku. Ukończył Miński Państwowy Instytut Medyczny. Pracował jako zastępca głównego lekarza w szpitalu. Należał do KPZR. Pod wpływem idei białoruskiego odrodzenia narodowego przełomu lat 80. i 90. opuścił tę partię. 16 maja 1990 roku został deputowanym ludowym do Rady Najwyższej Białoruskiej SRR (od 19 września 1991 roku – Rady Najwyższej Republiki Białorusi) z Łohojskiego Okręgu Wyborczego Nr 66. Początkowo należał do frakcji parlamentarnej Klub Demokratyczny. 16 maja 1990 roku, wraz z 14 innymi deputowanymi z Klubu, podpisał deklarację o utworzeniu opozycji parlamentarnej (Opozycji BNF), zainicjowaną przez Grupę Deputacką BNF. Od tego czasu zazwyczaj popierał działania Opozycji BNF, podpisywał się pod jej dokumentami, głosował zgodnie z jej polityką. Wkrótce w pełni wstąpił do Opozycji BNF. Z czasem wybrano go do Sejmu Białoruskiego Frontu Ludowego (organu kierowniczego organizacji), kierował oddziałem BFL w Łohojsku.
Wchodził w skład Komisji Rady Najwyższej ds. Kobiet, Ochrony Rodziny, Macierzyństwa i Dzieciństwa, Czasowej Komisji Rady Najwyższej ds. Oceny Działalności członków PKSW i Popierających Ich Tworów Społeczno-Politycznych, Organów Władzy i Administracji Państwowej, Urzędników i Obywateli (1991 r.), a także Czasowej Komisji Rady Najwyższej ds. Oceny Działalności Urzędników i Innych Osób Odpowiedzialnych w Związku z Likwidacją Skutków Awarii w Elektrowni Atomowej w Czarnobylu. Był również członkiem tzw. Gabinetu Cieni Opozycji BNF. Kierował w nim Ministerstwem Ochrony Zdrowia.
Brał udział w opracowaniu i przyjęciu Deklaracji o Państwowej Suwerenności Białorusi oraz w przygotowaniu projektów ustaw na nadzwyczajnej sesji Rady Najwyższej 24–25 sierpnia 1991 roku, w czasie której ogłoszono niepodległość Białorusi.
Współautor Koncepcji przejścia Białoruskiej SRR na gospodarkę rynkową (jesień 1990 r.) i szeregu projektów ustaw. Uczestnik głodówki deputowanych Opozycji BNF 11–12 kwietnia 1995 roku w Sali Owalnej parlamentu, ogłoszonej na znak protestu przeciwko zainicjowanemu przez prezydenta Łukaszenkę referendum na temat wprowadzenia języka rosyjskiego jako drugiego języka państwowego, zmiany symboli państwowych Białorusi (biało-czerwono-białej flagi i herbu Pogoni) na symbole nawiązujące do sowieckich, integracji ekonomicznej z Federacją Rosyjską i prawa prezydenta do rozwiązywania parlamentu. W nocy z 11 na 12 kwietnia został razem z innymi protestującymi wywleczony siłą z sali parlamentu przez zamaskowanych funkcjonariuszy wojska i służb specjalnych, pobity, wepchnięty do samochodu, wywieziony, a następnie wyrzucony na ulicy w centrum Mińska. W dniach 13–14 kwietnia 1995 roku uczestniczył w procesie przed Sądem Konstytucyjnym, w którym Opozycja BNF oskarżyła prezydenta Łukaszenkę o monopolizację środków masowego przekazu.
W 2010 roku Zianon Pazniak opisał w swoich wspomnieniach Alaksandra Szuta z początku lat 90. następująco:

Do Frontu przywiodło go serce i troska o Białoruś. Byłem świadkiem nielekkiego rozstawania się Alesia z partią komunistyczną. To była walka w duszy i przewartościowanie wielu rzeczy. Możliwe, że miał w tej sprawie jakieś iluzje. (…) To była jego wolna, jego decyzja, jego rozwój osoby.

## Odznaczenia
- Medal 100-lecia Białoruskiej Republiki Ludowej – 2019[8]